# Mátészalka
Mátészalka – miasto powiatowe w komitacie Szabolcs-Szatmár-Bereg w północno-wschodnich Węgrzech. 

## Położenie
Mátészalka leży kilka kilometrów na zachód od rzeki Kraszna, na granicy krainy Nyírség z Równiną Satmarsko-Berehowską. Stanowi węzeł komunikacyjny. Przez miasto przebiega droga 49, biegnąca od drogi 41 do przejścia granicznego Csengersima - Petea na granicy z Rumunią, kończy się tu również droga 471 z Debreczyna. Droga 491 prowadzi do Fehérgyarmat, a lokalne drogi prowadzą do Vásárosnamény i do Mérk nad granicą z Rumunią. W Mátészalce główna linia kolejowa z Debreczyna rozgałęzia się na lokalne linie do Vásárosnamény, Fehérgyarmat, Csenger i do przejścia granicznego Tiborszállás - Carei na granicy z Rumunią.

## Historia
Mátészalka powstała z połączenia dwóch dużych wsi: Máté, powstałej w roku 1231 i Szalka, powstałej w 1268. Od XV wieku Mátészalka było osadą targową. W latach 1920–1950 było siedzibą władz części komitatów Szatmár, Ugocsa i Bereg pozostałych przy Węgrzech po traktacie w Trianon. W 1969 Mátészalka otrzymało prawa miejskie. W mieście znajduje się regionalne Szatmári Múzeum.

## Miasta partnerskie[1]
- Carei
- Mukaczewo
- Vittoria
- Zevenaar
- Kolbuszowa
- Humenné
- Oberkochen